# Вараксино (Сычёвский район)
 Вараксино— деревня в Смоленской области России, в Сычёвском районе.
Расположена в северо-восточной части области в 20 км к северу от Сычёвки, на правом берегу реки Осуга (по реке проходит граница Смоленской и Тверской областей), в 4,5 км северо-западнее остановочного пункта 168 км на железнодорожной ветке Вязьма — Ржев.
Население — 315 жителей (2007 год). Административный центр Вараксинского сельского поселения.

## Экономика
Сельхозпредприятие «Вараксино», средняя школа, дом культуры,